# باشگاه فوتبال بارسلونا در فصل ۱۲–۲۰۱۱
باشگاه فوتبال بارسلونا در فصل ۱۲–۲۰۱۱ (انگلیسی: 2011–12 FC Barcelona season) صد‌و‌دوازدهمین فصل حضور باشگاه بارسلونا و هشتاد‌و‌یکمین فصل متوالی این باشگاه در لا لیگا بود. بارسلونا پس از توافق در سال ۲۰۱۰ برای یک قرارداد پنج سال و نیمه به مبلغ ۱۷۰ میلیون یورو، با اولین اسپانسر جدید و اولین اسپانسر پیراهن پولی خود به نام بنیاد قطر کار خود را آغاز کرد. توافق با یونیسف ادامه یافت و نام آنها به قسمت پایینی پیراهن منتقل شد. در این فصل همچنین یک لباس خارج از خانه جدید به رنگ مشکی معرفی کرد و لباس سوم از فصل گذشته نیز حفظ شد.
بارسلونا نتوانست از دو جام مهم دفاع کند: آنها به عنوان نایب قهرمان لیگ، ۹ امتیاز کمتر از برنده لیگ رئال مادرید، که با ۱۰۰ امتیاز لا لیگا را به پایان رساندند، قرار گرفتند و دوره لیگ قهرمانان اروپا پس از شکست ۳-۲ در دو بازی رفت و برگشت در نیمه نهایی از برنده نهایی چلسی به کار خود پایان دادند. پپ گواردیولا که با برتری بارسلونا در فینال کوپا دل ری در ویسنته کالدرون، اتلتیک بیلبائو را با نتیجه ۳-۰ شکست داد، در پایان فصل از سمت سرمربیگری کنار رفت. 
تیم زیر ۱۹ سال بارسلونا در مسابقات افتتاحیه سری نکس‌جن بازی کرد. آنها پس از کسب مقام اول در گروه خود در مرحله گروهی، در مرحله یک چهارم نهایی مسابقات توسط آژاکس حذف شدند.

## نمای کلی فصل

### مه / ژوئن
در ۳۱ مه، سویا تایید کرد که مارتین کاسرس مدافع فصل گذشته بارسلونا به این تیم پیوسته‌است. بارسلونا پس از دائمی شدن این خرید ۴.۱۰ میلیون یورو غرامت دریافت کرد.

### ژوئیه
در ۲ ژوئیه، بارسلونا راه خود را با ویکتور سانچز ماتا، هافبک خود پس از توافق هر دو طرف برای فسخ قرارداد با این بازیکن، جدا کرد. سانچز در فصل های ۲۰۰۷–۲۰۰۸ و ۲۰۰۸–۲۰۰۹ ۱۴ بازی با تیم اصلی انجام داد.
در ۴ ژوئیه، آندره فونتاس مدافع اسپانیایی، برای پر کردن جای اریک آبیدال مصدوم، که به تومور کبدی مبتلا شده بود، به تیم اصلی پیوست.
در ۲۱ ژوئیه، بارسلونا انتقال الکسیس سانچز وینگر شیلیایی را از باشگاه اودینزه ایتالیا تکمیل کرد. این قرارداد پنج ساله بود و هزینه انتقال ۲۶ میلیون یورو با هزینه متغیر ۱۱.۵ میلیون یورو بود.
در ۲۲ ژوئیه، بارسلونا بویان کرکیچ محصول لا ماسیا را با مبلغ ۱۰ میلیون یورو به تیم ایتالیایی رم منتقل کرد و این توافق شامل یک بند خرید مجدد اجباری بود که در پایان فصل ۲۰۱۲-۲۰۱۳ توسط بارسلونا با هزینه ۱۳ میلیون یورو اعمال شد.

### اوت
در ۳ اوت، باشگاه پرتغالی اسپورتینگ امضای قراردادی ۵ ساله با یکی دیگر از فارغ التحصیلان لاماسیا، جفرن سوارز، وینگر بارسلونا را رسمی کرد. ارزش این انتقال 3.7 میلیون یورو بود و شامل بند خرید ۳۰ میلیون یورویی بود.
در ۴ اوت، گابریل میلیتو، مدافع میانی بارسلونا و آرژانتینی به توافق رسیدند تا پس از چهار سال با این تیم، قرارداد خود را فسخ کنند. او سپس با باشگاه آرژانتینی ایندیپندینته قرارداد امضا کرد.
در ۱۴ آگوست، هر دو باشگاه بارسلونا و آرسنال انگلیس در وب سایت رسمی مربوطه خود، توافقی را برای انتقال سسک فابرگاس، هافبک بین‌المللی اسپانیایی اعلام کردند. این معامله برای بارسلونا ۲۹ میلیون یورو با متغیرهای ۱۱ میلیون یورو هزینه خواهد داشت و به یکی از طولانی‌ترین حماسه‌های نقل و انتقالات در فوتبال پایان می‌دهد. در همان روز، بارسلونا و رئال مادرید فصل ۲۰۱۱–۲۰۱۲ را با تساوی ۲–۲ در سانتیاگو برنابئو در اولین بازی سوپرکاپ اسپانیا ۲۰۱۱ آغاز کردند.